# أعمال من أجل بريطانيا
أعمال من أجل بريطانيا هي مجموعة حملات متشككة في أوروبا تسعى إلى إعادة التفاوض بشأن العلاقة بين المملكة المتحدة والاتحاد الأوروبي. تأسست الحملة في أبريل 2013، من قبل خمسمائة من قادة الأعمال، بما في ذلك جون كودويل المؤسس المشارك لشركة فونز فور يو، وستيوارت روز الرئيس السابق لشركة ماركس أند سبنسر. 

## التاريخ
نشرت المجموعة بحثًا مضللًا وغير خاضع لتقييم الأقران حول سجل تصويت المملكة المتحدة في البرلمان الأوروبي في عام 2014، بعنوان (قياس تأثير بريطانيا في مجلس الوزراء).  في أكتوبر 2015، قرر مجلس الحملة بالإجماع دعم حملة التصويت للمغادرة. 

## أعضاء
يضم مجلس الحملة رجال أعمال مثل نيفيل باكستر وهارييت بريدجمان وبيتر كروداس وروبرت هيسكوكس ودانييل هودسون وجون هورنر وبريان كينجهام وأدريان ماك ألبين وجون موينيهان.  الرئيس التنفيذي للحملة هو ماثيو إليوت، المؤسس والرئيس التنفيذي السابق للمجموعة اليمينية، تحالف دافعي الضرائب. 

## المنشورات
- قياس نفوذ بريطانيا في مجلس الوزراء (2014) PDF